# Historique du parcours européen de l'OGC Nice
 (octobre 2024).
Si vous disposez d'ouvrages ou d'articles de référence ou si vous connaissez des sites web de qualité traitant du thème abordé ici, merci de compléter l'article en donnant les références utiles à sa vérifiabilité et en les liant à la section « Notes et références ».
Cet article retrace l'historique du parcours européen de l'OGC Nice.
L'OGC Nice est un club français de football et cet article présente ses différentes campagnes européennes disputées. La meilleure performance est un quart-de-finale et il l'atteint par deux fois en Coupe des clubs champions européens 1956-1957 et 1959-1960.

## Tableau des matchs

### Années 1950
| Saison    | C1/2/3/4     | Date                       | Tour                     | TV | Adversaire        | Niveau                   | Lieu | Score | Buteurs de l'OGCN                                      | Affluence | #  |
| --------- | ------------ | -------------------------- | ------------------------ | -- | ----------------- | ------------------------ | ---- | ----- | ------------------------------------------------------ | --------- | -- |
| 1951-1952 | Coupe Latine | Mercredi 25 juin 1952      | 1/2 finale               | -  | Sporting Portugal | Primeira Divisão         | N.   | 4 - 2 | Carré 8e ?, Carniglia 20e, Courteaux 43e               | ?         | -  |
| 1951-1952 | Coupe Latine | Dimanche 29 juin 1952      | Finale                   | -  | FC Barcelone      | Primera División         | N.   | 0 - 1 | -                                                      | ?         | -  |
| 1955-1956 | Coupe Latine | Samedi 30 juin 1956        | 1/2 finale               | -  | Athletic Bilbao   | Primera División         | N.   | 0 - 2 | -                                                      | ?         | -  |
| 1955-1956 | Coupe Latine | Mardi 3 juillet 1956       | 3e place                 | -  | Benfica Lisbonne  | Primeira Divisão         | N.   | 1 - 2 | Milazzo 102e                                           | ?         | -  |
| 1956-1957 | C1           | Mercredi 19 septembre 1956 | 1/16e de finale - aller  | -  | AGF Århus         | 1.division               | Ext. | 1 - 1 | Foix 61e                                               | 12 900    | 1  |
| 1956-1957 | C1           | Jeudi 27 septembre 1956    | 1/16e de finale - retour | -  | AGF Århus         | 1.division               | Dom. | 5 - 1 | Foix 2e, Milazzo 27e 74e, Faivre 45e 60e               | 8 144     | 2  |
| 1956-1957 | C1           | Mercredi 24 octobre 1956   | 1/8e de finale - aller   | -  | Glasgow Rangers   | Scottish Football League | Ext. | 1 - 2 | Faivre 23e                                             | 65 000    | 3  |
| 1956-1957 | C1           | Mercredi 14 novembre 1956  | 1/8e de finale - retour  | -  | Glasgow Rangers   | Scottish Football League | Dom. | 2 - 1 | Bravo 61e, Foix 64e                                    | 8 439     | 4  |
| 1956-1957 | C1           | Mercredi 28 novembre 1956  | 1/8e de finale - appui   | -  | Glasgow Rangers   | Scottish Football League | N.   | 3 - 1 | Foix 45e, Muro 50e, Faivre 75e                         | 11 908    | 5  |
| 1956-1957 | C1           | Jeudi 14 février 1957      | 1/4 de finale - aller    | -  | Real Madrid       | Primera División         | Ext. | 0 - 3 | -                                                      | 110 000   | 6  |
| 1956-1957 | C1           | Jeudi 14 mars 1957         | 1/4 de finale - retour   | -  | Real Madrid       | Primera División         | Dom. | 2 - 3 | Foix 15e, Ferry 82e (pen.)                             | 21 724    | 7  |
| 1959-1960 | C1           | Mercredi 26 août 1959      | 1/16e de finale - aller  | -  | Shamrock Rovers   | League of Ireland        | Dom. | 3 - 2 | Foix 61e 63e, Nurenberg 36e (pen.)                     | 13 359    | 8  |
| 1959-1960 | C1           | Mercredi 23 septembre 1959 | 1/16e de finale - retour | -  | Shamrock Rovers   | League of Ireland        | Ext. | 1 - 1 | Faivre 32e                                             | 35 000    | 9  |
| 1959-1960 | C1           | Jeudi 19 novembre 1959     | 1/8e de finale - aller   | -  | Fenerbahçe        | Milli Lig                | Ext. | 1 - 2 | Milazzo 23e                                            | 29 656    | 10 |
| 1959-1960 | C1           | Jeudi 3 décembre 1959      | 1/8e de finale - retour  | -  | Fenerbahçe        | Milli Lig                | Dom. | 2 - 1 | Foix 62e, Faivre 76e                                   | 15 824    | 11 |
| 1959-1960 | C1           | Mercredi 23 décembre 1959  | 1/8e de finale - appui   | -  | Fenerbahçe        | Milli Lig                | N.   | 5 - 1 | Foix 7e 63e, Milazzo 17e, Faivre 31e, De Bourgoing 59e | 9 166     | 12 |
| 1959-1960 | C1           | Jeudi 4 février 1960       | 1/4 de finale - aller    | -  | Real Madrid       | Primera División         | Dom. | 3 - 2 | Nurenberg 52e 67e (pen.) 84e                           | 21 422    | 13 |
| 1959-1960 | C1           | Mercredi 2 mars 1960       | 1/4 de finale - retour   | -  | Real Madrid       | Primera División         | Ext. | 0 - 4 | -                                                      | 100 000   | 14 |

### Années 1960
| Saison    | C1/2/3/4                   | Date                       | Tour              | TV | Adversaire     | Niveau       | Lieu | Score | Buteurs de l'OGCN                              | Affluence | # |
| --------- | -------------------------- | -------------------------- | ----------------- | -- | -------------- | ------------ | ---- | ----- | ---------------------------------------------- | --------- | - |
| 1966-1967 | Coupe des villes de foires | Mercredi 20 septembre 1967 | 1er tour - aller  | -  | Örgryte IS     | Allsvenskan  | Dom. | 2 - 2 | 66e Rafael Santos, 80e Charly Loubet           | 5 566     | - |
| 1966-1967 | Coupe des villes de foires | Mercredi 11 octobre 1967   | 1er tour - retour | -  | Örgryte IS     | Allsvenskan  | Ext. | 1 - 2 | 83e Horacio Barrionuevo                        | 3 000     | - |
| 1967-1968 | Coupe des villes de foires | Jeudi1er septembre 1966    | 1er tour - aller  | -  | ACF Fiorentina | Serie A      | Dom. | 0 - 1 | -                                              | 16 000    | - |
| 1967-1968 | Coupe des villes de foires | Mercredi 21 septembre 1966 | 1er tour - retour | -  | ACF Fiorentina | Serie A      | Ext. | 0 - 4 | -                                              | 4 300     | - |
| 1968-1969 | Coupe des villes de foires | Mercredi 18 septembre 1968 | 1er tour - aller  | -  | Hansa Rostock  | DDR-Oberliga | Ext. | 0 - 3 | -                                              | 12 000    | - |
| 1968-1969 | Coupe des villes de foires | Mercredi 2 octobre 1968    | 1er tour - retour | -  | Hansa Rostock  | DDR-Oberliga | Dom. | 2 - 1 | 47e (pen.) Fernand Goyvaerts, 65e Albert Robin | 6 855     | - |

### Années 1970
| Saison    | C1/2/3/4        | Date                       | Tour                     | TV | Adversaire         | Niveau            | Lieu | Score | Buteurs de l'OGCN            | Affluence | #  |
| --------- | --------------- | -------------------------- | ------------------------ | -- | ------------------ | ----------------- | ---- | ----- | ---------------------------- | --------- | -- |
| 1973-1974 | C3              | Mercredi 19 septembre 1973 | 1/32e de finale - aller  | -  | FC Barcelone       | Primera División  | Dom. | 3 - 0 | van Dijk 4e, Molitor 66e 79e | 11 229    | 15 |
| 1973-1974 | C3              | Mercredi 3 octobre 1973    | 1/32e de finale - retour | -  | FC Barcelone       | Primera División  | Ext. | 0 - 2 | -                            | ?         | 16 |
| 1973-1974 | C3              | Mercredi 24 octobre 1973   | 1/16e de finale - aller  | -  | Fenerbahçe         | 1. Turkiye Lig    | Dom. | 4 - 0 | Molitor 33e 41e 78e 84e      | ?         | 17 |
| 1973-1974 | C3              | Mercredi 7 novembre 1973   | 1/16e de finale - retour | -  | Fenerbahçe         | 1. Turkiye Lig    | Ext. | 0 - 2 | -                            | ?         | 18 |
| 1973-1974 | C3              | Mercredi 28 novembre 1973  | 1/8e de finale - aller   | -  | FC Cologne         | 1. Bundesliga     | Dom. | 1 - 0 | Eriksson 70e                 | ?         | 19 |
| 1973-1974 | C3              | Mercredi 12 décembre 1973  | 1/8e de finale - retour  | -  | FC Cologne         | 1. Bundesliga     | Ext. | 0 - 4 | -                            | ?         | 20 |
| 1976-1977 | C3              | Mercredi 15 septembre 1976 | 1/32e de finale - aller  | -  | Espanyol Barcelone | Primera División  | Ext. | 1 - 3 | Toko 19e                     | ?         | 21 |
| 1976-1977 | C3              | Mercredi 29 septembre 1976 | 1/32e de finale - retour | -  | Espanyol Barcelone | Primera División  | Dom. | 2 - 1 | Toko 22e, Bjekovic 71e       | ?         | 22 |
| 1977-1978 | Coupe des Alpes |                            | J01                      | -  | Neuchâtel Xamax    | Ligue nationale A | Ext. | 2 - 3 | -                            | ?         | -  |
| 1977-1978 | Coupe des Alpes |                            | J02                      | -  | Neuchâtel Xamax    | Ligue nationale A | Dom. | 3 - 1 | -                            | ?         | -  |
| 1977-1978 | Coupe des Alpes |                            | J03                      | -  | Servette FC        | Ligue nationale A | Ext. | 1 - 2 | -                            | ?         | -  |
| 1977-1978 | Coupe des Alpes |                            | J04                      | -  | Servette FC        | Ligue nationale A | Dom. | 2 - 0 | -                            | ?         | -  |

### Années 1980
| Saison    | C1/2/3/4        | Date                     | Tour | TV | Adversaire      | Niveau            | Lieu | Score | Buteurs de l'OGCN | Affluence | # |
| --------- | --------------- | ------------------------ | ---- | -- | --------------- | ----------------- | ---- | ----- | ----------------- | --------- | - |
| 1986-1987 | Coupe des Alpes | Samedi 14 février 1987   | J01  | -  | Neuchâtel Xamax | Ligue Nationale A | Dom. | 0 - 3 | ?                 | ?         | - |
| 1986-1987 | Coupe des Alpes | Mardi 17 février 1987    | J02  | -  | AJ Auxerre      | Division 1        | Ext. | 0 - 1 | -                 | ?         | - |
| 1986-1987 | Coupe des Alpes | Vendredi 20 février 1987 | J03  | -  | FC Sion         | Ligue Nationale A | Dom. | 2 - 0 | ?                 | ?         | - |

### Années 1990
| Saison    | C1/2/3/4 | Date                    | Tour                     | TV | Adversaire    | Niveau                   | Lieu | Score | Buteurs de l'OGCN       | Affluence | #  |
| --------- | -------- | ----------------------- | ------------------------ | -- | ------------- | ------------------------ | ---- | ----- | ----------------------- | --------- | -- |
| 1997-1998 | C2       | Jeudi 18 septembre 1997 | 1/16e de finale - aller  | -  | Kilmarnock FC | Scottish Football League | Dom. | 3 - 1 | Kohn 13e 48e, Rol 79e   | 10 812    | 23 |
| 1997-1998 | C2       | Jeudi 2 octobre 1997    | 1/16e de finale - retour | -  | Kilmarnock FC | Scottish Football League | Ext. | 1 - 1 | Milinković 76e          | 8 402     | 24 |
| 1997-1998 | C2       | Jeudi 23 octobre 1997   | 1/8e de finale - aller   | -  | Slavia Prague | Synot liga               | Dom. | 2 - 2 | Aulanier 16e (pen.) 77e | 14 274    | 25 |
| 1997-1998 | C2       | Jeudi 6 novembre 1997   | 1/8e de finale - retour  | -  | Slavia Prague | Synot liga               | Ext. | 1 - 1 | Vandecasteele 74e       | 7 312     | 26 |

### Années 2000
| Saison    | C1/2/3/4 | Date                   | Tour                    | TV | Adversaire   | Niveau        | Lieu | Score | Buteurs de l'OGCN      | Affluence | #  |
| --------- | -------- | ---------------------- | ----------------------- | -- | ------------ | ------------- | ---- | ----- | ---------------------- | --------- | -- |
| 2003-2004 | CI       | Samedi 5 juillet 2003  | Deuxième tour - aller   | -  | Örgryte IS   | Allsvenskan   | Ext. | 2 - 3 | Cherrad 26e 68e        | 10 000    | 27 |
| 2003-2004 | CI       | Samedi 12 juillet 2003 | Deuxième tour - retour  | -  | Örgryte IS   | Allsvenskan   | Dom. | 2 - 1 | Pamarot 8e, Meslin 22e | 2 500     | 28 |
| 2003-2004 | CI       | Samedi 19 juillet 2003 | Troisième tour - aller  | -  | Werder Brême | 1. Bundesliga | Dom. | 0 - 0 | -                      | 13 000    | 29 |
| 2003-2004 | CI       | Samedi 26 juillet 2003 | Troisième tour - retour | -  | Werder Brême | 1. Bundesliga | Dom. | 0 - 1 | -                      | 22 500    | 30 |
| 2004-2005 | CI       | Samedi 5 juillet 2003  | Deuxième tour - aller   | -  | Esbjerg fB   | Superligaen   | Ext. | 0 - 1 | -                      | 500       | 31 |
| 2004-2005 | CI       | Samedi 12 juillet 2003 | Deuxième tour - retour  | -  | Esbjerg fB   | Superligaen   | Dom. | 1 - 1 | Varrault 8e            | 8 665     | 32 |

### Années 2010
| Saison    | C1/2/3/4 | Date                     | Tour                     | TV          | Adversaire         | Niveau        | Lieu | Score | Buteurs de l'OGCN                                         | Affluence | #  |
| --------- | -------- | ------------------------ | ------------------------ | ----------- | ------------------ | ------------- | ---- | ----- | --------------------------------------------------------- | --------- | -- |
| 2013-2014 | C3       | Jeudi 22 août 2013       | Barrage - aller          | -           | Apollon Limassol   | A' Katīgoria  | Ext. | 0 - 2 | -                                                         |           | 33 |
| 2013-2014 | C3       | Jeudi 29 août 2013       | Barrage - retour         | -           | Apollon Limassol   | A' Katīgoria  | Dom. | 1 - 0 | Cvitanich 4e                                              | 12 129    | 34 |
| 2016-2017 | C3       | Jeudi 15 septembre 2016  | J01                      | W9          | Schalke 04         | 1. Bundesliga | Dom. | 0 - 1 | -                                                         | 21 378    | 35 |
| 2016-2017 | C3       | Jeudi 29 septembre 2016  | J02                      | beIN Sports | FK Krasnodar       | Premier-Liga  | Ext. | 2 - 5 | Balotelli 43e, Cyprien 76e                                | 10 750    | 36 |
| 2016-2017 | C3       | Jeudi 20 octobre 2016    | J03                      | beIN Sports | Red Bull Salzbourg | Bundesliga    | Ext. | 1 - 0 | Pléa 13e                                                  | 9 473     | 37 |
| 2016-2017 | C3       | Jeudi 3 novembre 2016    | J04                      | W9          | Red Bull Salzbourg | Bundesliga    | Dom. | 0 - 2 | -                                                         |           | 38 |
| 2016-2017 | C3       | Jeudi 24 novembre 2016   | J05                      | beIN Sports | Schalke 04         | 1. Bundesliga | Ext. | 0 - 2 | -                                                         |           | 39 |
| 2016-2017 | C3       | Jeudi 8 décembre 2016    | J06                      | beIN Sports | FK Krasnodar       | Premier-Liga  | Dom. | 2 - 1 | Bosetti 64e (pen.), Le Marchand 77e                       |           | 40 |
| 2017-2018 | C1       | Mercredi 26 juillet 2017 | 3e tour - aller          | Canal+      | Ajax Amsterdam     | Eredivisie    | Dom. | 1 - 1 | Balotelli 32e                                             | 31 342    | 41 |
| 2017-2018 | C1       | Mercredi 2 août 2017     | 3e tour - retour         | Canal+      | Ajax Amsterdam     | Eredivisie    | Ext. | 2 - 2 | Souquet 3e, Marcel 79e                                    | 51 845    | 42 |
| 2017-2018 | C1       | Mercredi 16 août 2017    | Barrages - aller         | beIN Sports | SSC Naples         | Serie A       | Ext. | 0 - 2 | -                                                         |           | 43 |
| 2017-2018 | C1       | Mardi 22 août 2017       | Barrages - retour        | beIN Sports | SSC Naples         | Serie A       | Dom. | 0 - 2 | -                                                         | 35 000    | 44 |
| 2017-2018 | C3       | Jeudi 14 septembre 2017  | J01                      | beIN Sports | SV Zulte Waregem   | Division 1A   | Ext. | 5 - 1 | Pléa 16e 20e, Dante 28e, Saint-Maximin 69e, Balotelli 74e |           | 45 |
| 2017-2018 | C3       | Jeudi 28 septembre 2017  | J02                      | beIN Sports | Vitesse Arnhem     | Eredivisie    | Dom. | 3 - 0 | Pléa 16e 82e, Saint-Maximin 45e                           | 15 006    | 46 |
| 2017-2018 | C3       | Jeudi 19 octobre 2017    | J03                      | beIN Sports | Lazio Rome         | Serie A       | Dom. | 1 - 3 | Balotelli 4e                                              | 21 386    | 47 |
| 2017-2018 | C3       | Jeudi 2 novembre 2017    | J04                      | beIN Sports | Lazio Rome         | Serie A       | Ext. | 0 - 1 | -                                                         |           | 48 |
| 2017-2018 | C3       | Jeudi 23 novembre 2017   | J05                      | beIN Sports | SV Zulte Waregem   | Division 1A   | Dom. | 3 - 1 | Balotelli 5e (pen.) 31e, Tameze 86e                       | 20 000    | 49 |
| 2017-2018 | C3       | Jeudi 7 décembre 2017    | J06                      | beIN Sports | Vitesse Arnhem     | Eredivisie    | Ext. | 0 - 1 | -                                                         |           | 50 |
| 2017-2018 | C3       | Jeudi 15 février 2018    | 1/16e de finale - aller  | beIN Sports | Lokomotiv Moscou   | Premier-Liga  | Dom. | 2 - 3 | Balotelli 6e 25e (pen.)                                   |           | 51 |
| 2017-2018 | C3       | Jeudi 22 février 2018    | 1/16e de finale - retour | beIN Sports | Lokomotiv Moscou   | Premier-Liga  | Ext. | 0 - 1 | -                                                         |           | 52 |

### Années 2020
| Saison    | C1/2/3/4 | Date                       | Tour                    | TV              | Adversaire           | Niveau                              | Lieu | Score | Buteurs de l'OGCN                   | Affluence | #  |
| --------- | -------- | -------------------------- | ----------------------- | --------------- | -------------------- | ----------------------------------- | ---- | ----- | ----------------------------------- | --------- | -- |
| 2020-2021 | C3       | Jeudi 22 octobre 2020      | J01                     | RMC Story       | Bayer Leverkusen     | 1. Bundesliga                       | Ext. | 2 - 6 | Gouiri 31e, Claude-Maurice 90e      | 0         | 53 |
| 2020-2021 | C3       | Jeudi 29 octobre 2020      | J02                     | RMC Sport       | Hapoël Beer-Sheva    | Ligat HaAl                          | Dom. | 1 - 0 | Gouiri 22e                          | 0         | 54 |
| 2020-2021 | C3       | Jeudi 5 novembre 2020      | J03                     | RMC Sport       | Slavia Prague        | 1. česká liga                       | Ext. | 2 - 3 | Gouiri 33e, Ndoye 90+2e             | 0         | 55 |
| 2020-2021 | C3       | Jeudi 26 novembre 2020     | J04                     | RMC Story       | Slavia Prague        | 1. česká liga                       | Dom. | 1 - 3 | Gouiri 61e                          | 0         | 56 |
| 2020-2021 | C3       | Jeudi 3 décembre 2020      | J05                     | RMC Story       | Bayer Leverkusen     | 1. Bundesliga                       | Dom. | 2 - 3 | Kamara 26e, Ndoye 47e               | 0         | 57 |
| 2020-2021 | C3       | Jeudi 10 décembre 2020     | J06                     | RMC Sport       | Hapoël Beer-Sheva    | Ligat HaAl                          | Ext. | 0 - 1 | -                                   | 0         | 58 |
| 2022-2023 | C4       | Jeudi 19 août 2022         | Barrage - aller         | RMC Sport       | Maccabi Tel-Aviv     | Ligat HaAl                          | Ext. | 0 - 1 | -                                   | 29 000    | 59 |
| 2022-2023 | C4       | Jeudi 25 août 2022         | Barrage - retour        | RMC Sport       | Maccabi Tel-Aviv     | Ligat HaAl                          | Dom. | 2 - 0 | Claude-Maurice 25e, Beka Beka 113e  | 20 117    | 60 |
| 2022-2023 | C4       | Jeudi 8 septembre 2022     | J01                     | RMC Sport       | FC Cologne           | 1. Bundesliga                       | Dom. | 1 - 1 | Delort 62e (pen.)                   | 19 000    | 61 |
| 2022-2023 | C4       | Jeudi 15 septembre 2022    | J02                     | RMC Sport       | Partizan Belgrade    | Super liga Srbije                   | Ext. | 1 - 1 | Bryan 2e                            | 9 126     | 62 |
| 2022-2023 | C4       | Jeudi 6 octobre 2022       | J03                     | RMC Sport       | FC Slovácko          | 1. česká liga                       | Ext. | 1 - 0 | Pépé 60e                            | 7 447     | 63 |
| 2022-2023 | C4       | Jeudi 13 octobre 2022      | J04                     | RMC Sport       | FC Slovácko          | 1. česká liga                       | Dom. | 1 - 2 | Diop 14e                            | 0         | 64 |
| 2022-2023 | C4       | Jeudi 27 octobre 2022      | J05                     | RMC Sport       | Partizan Belgrade    | Super liga Srbije                   | Dom. | 2 - 1 | Pépé 29e, Lemina 77e                | 11 324    | 65 |
| 2022-2023 | C4       | Jeudi 3 novembre 2022      | J06                     | RMC Sport       | FC Cologne           | 1. Bundesliga                       | Ext. | 2 - 2 | Laborde 40e, Brahimi 43e            | 47 000    | 66 |
| 2022-2023 | C4       | Jeudi 9 mars 2023          | 1/8e de finale - aller  | W9 Canal + Foot | Sheriff Tiraspol     | Super Liga                          | Ext. | 1 - 0 | Ayoub Amraoui 45+3e                 | 5 326     | 67 |
| 2022-2023 | C4       | Jeudi 16 mars 2023         | 1/8e de finale - retour | W9 Canal + Foot | Sheriff Tiraspol     | Super Liga                          | Dom. | 3 - 1 | Laborde 30e, Moffi 53e, Brahimi 79e | 23 070    | 68 |
| 2022-2023 | C4       | Jeudi 13 avril 2023        | 1/4e de finale - aller  | W9 Canal + Foot | FC Bâle              | Super League                        | Ext. | 2 - 2 | Moffi 38e 45+1e                     |           | 69 |
| 2022-2023 | C4       | Jeudi 20 avril 2023        | 1/4e de finale - retour | W9 Canal + Foot | FC Bâle              | Super League                        | Dom. | 1 - 2 | Gaëtan Laborde 9e                   | 29 716    | 70 |
| 2024-2025 | C3       | Mercredi 25 septembre 2024 | J01                     |                 | Real Sociedad        | Liga                                | Dom. | 1 - 1 | Pablo Rosario 45e                   |           | 71 |
| 2024-2025 | C3       | Jeudi 3 octobre 2024       | J02                     |                 | Lazio Rome           | Serie A                             | Ext. | 4 - 1 | Jérémie Boga 41e                    |           | 72 |
| 2024-2025 | C3       | Jeudi 24 octobre 2024      | J03                     |                 | Ferencváros TC       | Nemzeti Bajnokság I                 | Ext. | 1-0   |                                     |           | 73 |
| 2024-2025 | C3       | Jeudi 7 novembre 2024      | J04                     |                 | FC Twente            | Eredivisie                          | Dom. | 2-2   |                                     |           | 74 |
| 2024-2025 | C3       | Jeudi 28 novembre 2024     | J05                     |                 | Glasgow Rangers      | Championnat d'Ecosse de football    | Dom. | 1-4   | Badredine Bouanani 85e              |           | 75 |
| 2024-2025 | C3       | Jeudi 12 décembre 2024     | J06                     |                 | Union Saint-Gilloise | Championnat de Belgique de football | Ext. | 2-1   |                                     |           | 76 |
| 2024-2025 | C3       | Jeudi 23 janvier 2025      | J07                     |                 | IF Elfsborg          | Allsvenkan                          | Ext. | 1-0   |                                     |           | 77 |
| 2024-2025 | C3       | Jeudi 30 janvier 2025      | J08                     |                 | FK Bodo/Glimt        | Championnat de Norvège de football  | Dom. | 1-1   | Badredine Bouanani 77e              |           | 78 |
| 2025-2026 | C1       | Mercredi 6 août 2025       | 3e tour - aller         |                 | Benfica Lisbonne     | Championnat du Portugal de football | Dom. | 0-2   |                                     |           | 79 |
| 2025-2026 | C1       | Mardi 12 août 2025         | 3e tour - retour        |                 | Benfica Lisbonne     | Championnat du Portugal de football | Ext. | 2-0   |                                     |           | 80 |

## Statistiques
Tour standardisé sur le modèle n-ième de finaliste. * : Match d'appui.

### Bilan
| Coupe (1re-Dre apparition)             | Saisons | Titres | Meilleure performance | J  | G  | N | P  | Bp | Bc | Diff |
| -------------------------------------- | ------- | ------ | --------------------- | -- | -- | - | -- | -- | -- | ---- |
| Ligue des champions (1957-2018)        | 3       | 0      | Quart de finale (2)   | 18 | 7  | 4 | 7  | 32 | 32 | 0    |
| Coupe Latine (1952-1956)               | 2       | 0      | Finaliste             | 4  | 1  | 0 | 3  | 5  | 7  | -2   |
| Coupe des Coupes (1998)                | 1       | 0      | Huitième de finale    | 4  | 1  | 3 | 0  | 7  | 5  | +2   |
| Ligue Europa (1974-2021),              | 5       | 0      | Huitième de finale    | 38 | 11 | 3 | 24 | 46 | 68 | -22  |
| Coupe des villes de foires (1967-1969) | 3       | 0      | Premier Tour (3)      | 6  | 1  | 1 | 4  | 5  | 13 | -8   |
| Coupe Intertoto (2003-2004)            | 2       | 0      | Troisième tour        | 6  | 1  | 2 | 3  | 5  | 7  | -2   |
| Coupe des Alpes (1978-1987)            | 2       | 0      | Premier tour          | 7  | 3  | 0 | 4  | 10 | 10 | 0    |
| Ligue europa Conférence (2023)         | 1       | 0      | Quart de finale       | 12 | 5  | 4 | 3  | 19 | 13 | +6   |